# 2019年江原道山林火災

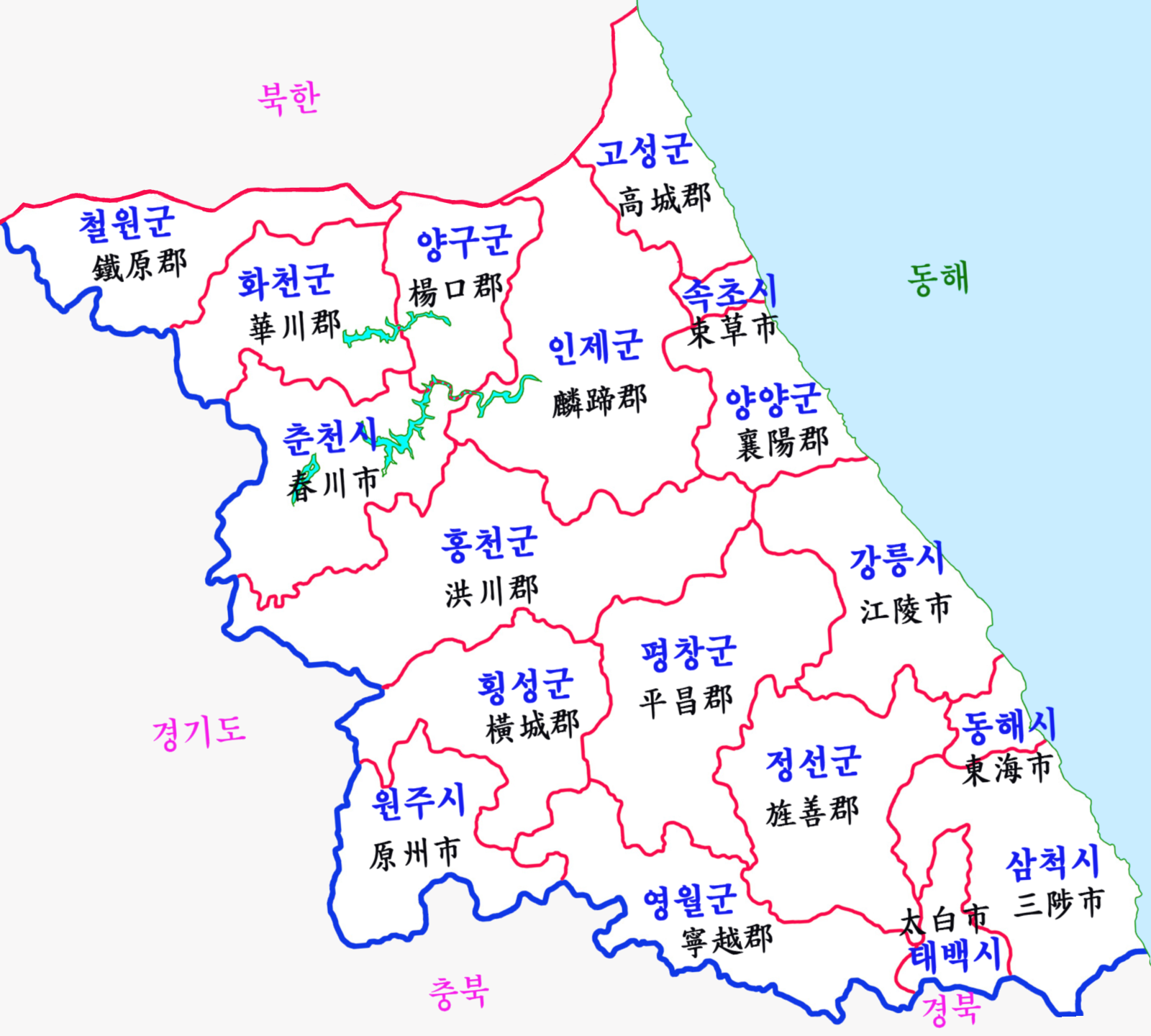
江原道区分図。被災地の麟蹄郡・高城郡・束草市は北部、江陵市・東海市は南東部に位置する。

2019年江原道山林火災 （2019ねんカンウォンドさんりんかさい、朝：2019년 강원도 산불）は、2019年4月4日、大韓民国・江原道で同時多発的に発生した大規模山林火災。

## 概要
2019年4月4日、江原道各地で相次いで山火事が発生、強風に煽られて燃え広がり、大規模な火災に発展した。同日午後2時50分頃、江原道北部の麟蹄郡南面藍田里で山火事が発生し、さらに、同日午後7時17分、日本海寄りの高城郡土城面元巖里のガソリンスタンド付近で、電柱からアーク火花が飛び散り出火、山火事は束草市方面へ延焼した。江原道南東部の江陵市では、同日午後11時46分頃、玉渓面南陽2里にある薪ボイラーから出火し、山火事は南の東海市望祥洞まで延焼した。
焼失面積は2,871ヘクタール（内訳は高城・束草地区1,266ヘクタール、江陵・東海地区1,260ヘクタール、麟蹄地区345ヘクタール）に及んだ。特に高城・束草地区では、死者2人、負傷者10人余の被害が出たほか、住宅518棟が炎上し被災者は1,072人に上った。
文在寅大統領は全国の利用可能な全ての資源を動員して総力対応するよう指示し、翌5日に大規模災害時に発令する「国家災難事態」を宣言した。全国から消防車を集めて消火に取り組むとともに、軍も投入した。具体的には消防士2589人と消防車820台（済州道を除く全ての広域自治体から集められた）、ヘリコプター45台、軍の将兵1万6500人、消防公務員、山林庁鎮火隊員、医療消防士、警察官など約1万人を投入し、翌日には鎮火に成功した。
5日夕方までには大部分が鎮火したが、行政当局は翌6日も引き続き警戒にあたった
文大統領や李洛淵首相が先頭に立ったこうした政府の積極的な対応が被災者や国民から評価されたことにより、4月9日～11日に行われた世論調査では、文大統領の支持率が前週に比べて6ポイントの大幅な上昇を記録した。

## その他
X JAPANのYOSHIKIは、被災した地域や子どもたちを支援するため、支援する財団に1億ウォン（約1千万円に相当）を寄付した。友人の俳優イ・ビョンホンが寄付をしたことに感銘を受けたことがきっかけだったという。